# ТЭС Айос-Димитриос
ТЭС «Айос-Димитриос» (греч. ΑΗΣ Άγιος Δημήτριος) — крупная тепловая электростанция к югу от села Айос-Димитриос и к юго-востоку от Козани, работающая на местных лигнитах Птолемаисского бассейна. Установленная мощность 1595 МВт. Владелец — Государственная энергетическая корпорация Греции (ΔΕΗ). Блоки III—V отпускают тепло в систему централизованного теплоснабжения города Козани. Станция занимает 8-е место в «антирейтинге» европейских предприятий с наихудшими показателями по выбросу парниковых газов в атмосферу в 2016 году. Выбросы составили 9,1 млн т.
ТЭС построена при участии СССР. Первоначально установлены два блока по 300 МВт каждый. Государственное внешнеэкономическое объединение «Энергомашэкспорт» поставило турбины К-300-170 мощностью 310 МВт, генераторы ТВВ-320 мощностью 300 МВт, изготовленные в 1983 году Ленинградским металлическим заводом, и прочее вспомогательное оборудование машинного зала. Блоки укомплектованы котлами французского завода Stein Industrie в Лис-ле-Ланнуа (закрыт в 2003 году), входившего в группу Alstom (ныне General Electric).
Затем были установлены блоки III и IV по 310 МВт. Проект выполнило Ивановское отделение института «Теплоэлектропроект» (ныне «Зарубежэнергопроект»). Проектную и рабочую документацию выполнил в 1985—1986 годах Мосэнергопроект. Введены в эксплуатацию в 1986 году. В 1994 году введён в эксплуатацию отпуск тепла 40 МВт для теплофикации города Козани.
31 марта 1993 года подписан контракт c Ansaldo GIE, которая поставила паровую турбину и генератор, Austrian Energy & Environment (ныне Andritz AG), которая поставила котёл, и Aegek SA, которая выполняла строительные работы, на сооружение блока V мощностью 365 МВт с отпуском тепла 70 МВт. Введён в эксплуатацию в 1997 году.
Установлены три дымовые трубы высотой 200 м.
К ТЭС построена промышленная железная дорога от железной дороги Козани – Аминдеон.